# 柏生弹头螺
柏生弹头螺（学名：Amalda borshengi），是新腹足目榧螺科Amalda属的一种。主要分布于台湾，常栖息在深海。